# Polder Mastwijk en Achthoven
De Polder Mastwijk en Achthoven is een cope-gebied in de provincie Utrecht, ten zuiden van de polder Reijerscop, ten westen van de Meerndijk en ten noorden van de Hollandsche IJssel bij de buurtschappen Achthoven en Mastwijk, die beide deel uitmaken van de gemeente Montfoort. De hoofdplaats van deze gemeente, het vroegere vestingstadje Montfoort, ligt enkele kilometers ten zuidwesten van Mastwijk. 
De polders Mastwijk, Achthoven, Reijerscop, Bijleveld en Harmelerwaard vormden samen het in 1413 opgerichte Grootwaterschap Bijleveld en De Meerndijk tot de opheffing ervan in 1966. Mastwijk, Achthoven, Reijerscop en Bijleveld fuseerden toen tot het nieuwe Waterschap Bijleveld. Bij een volgende fusie in 1980 werd dit waterschap een deel van het Waterschap Leidse Rijn. In 1994 ging dit gebied op in het nieuw gevormde Hoogheemraadschap De Stichtse Rijnlanden, dat het zuidelijke deel van de provincie Utrecht en een aangrenzend gebied in de provincie Zuid-Holland omvat.